# Apophysius unicolor
Apophysius unicolor là một loài tò vò trong họ Ichneumonidae.